# Olé Olé
Olé Olé war eine spanische Synthiepop-Band der 1980er Jahre.

## Geschichte

### Anfänge 1982–1985
1982 beschloss das Label CBS, eine neue Techno-Pop-Gruppe der Mecano-Linie zu gründen. Verantwortlich für die Auswahl der Mitglieder war der argentinische Produzent Jorge Álvarez († im Juli 2015), der auch die ersten Mecano-Platten produzierte. So lernten sich Luis Carlos Esteban, der Keyboarder bei der Gruppe Trastos war, Emilo Estecha, Bassist bei der Gruppe Plástico, und der Schlagzeuger Juan Tarodo († 2013) kennen. Als Sänger wählten sie Vicky Larraz. Kurz darauf kam der argentinische Gitarrist Gustavo Montesano dazu. In seinem Land war er Teil der Rockgruppe Crucis. Die Veröffentlichung von "Olé Olé" war mit No Controles, dem Song, den Nacho Cano der Gruppe schenkte. No Controles wurde im Februar 1983 veröffentlicht, wurde sofort ein Erfolg und machte die Gruppe populär. Dieses Lied war auch in Italien ein Erfolg. Die zweite Single war ein Song, der der gleichen Techno-Pop-Linie folgte, "Dame". Gustavo Montesano beteiligte sich an der Aufnahme und Promotion desselben. Nach diesen beiden Vorab-Singles erschien sein gleichnamiges Album Olé Olé, produziert wie alle folgenden von Jorge Álvarez und mit Arrangements von Luis Cobos. Die Lieder wurden von Luis Carlos Esteban und Gustavo Montesano komponiert. Sein nächster Erfolg war die Version der Gruppe des Liedes L’amour est un oiseau rebelle, aus der Oper Carmen von Bizet, Conspiración. Zu diesem Thema wurde auch eine englische Version Conspiracy aufgenommen, die in Europa veröffentlicht wurde und eine Werbetour durch verschiedene Länder des Kontinents ermöglichte. Die vierte und letzte Single aus diesem Album war "Adrenalina". Sie gingen auf eine ausgedehnte Tour durch das Land, um dieses erfolgreiche Werk bekannt zu machen; sein Verkauf wurde gesteigert.
Voy a mil, das zweite Album der Band, erschien 1984 und wurde mit der gleichnamigen Single präsentiert. Es wurde ein neuer Erfolg und Vicky Larraz demonstriert darin erneut ihre stimmliche Kraft und Energie in jedem der Auftritte. Die zweite Single war die Caminemos-Version. Nur zwei Singles dieser Arbeit wurden ausgekoppelt. Techno-Pop-Songs wie Un Golpe de Suerte, SPasos de Mujer oder Desaparecidos wurden unter anderem für die Öffentlichkeit versteckt. Das Album war ein Erfolg, wenn auch in geringerem Maße als das erste.
Nach Abschluss der Tour dieses Jahres beschlossen Vicky Larraz und Luis Carlos Esteban, die Gruppe zu verlassen. Vicky fühlte sich als Künstlerin mit großer Kreativität innerhalb der Gruppe, wo sie nicht komponieren konnte, in ihrem künstlerischen Potenzial sehr eingeschränkt und startete daher eine Solokarriere. Luis Carlos Esteban wurde zu einem renommierten Produzenten und Komponisten Spaniens.

### Erfolg In Lateinamerika: Marta Sánchez 1985–1991
Die Gruppe hatte von Anfang Erfolg, doch nun wurde er auf die Probe gestellt: Olé Olé musste zeigen, dass sie die Aufgabe der charismatischen Sängerin Vicky Larraz und eines ihrer Hauptkomponisten, Luis Carlos Esteban, überleben konnte. Erneut war das Glück auf ihrer Seite, sie bekamen Unterstützung durch die Plattenfirma, Hispavox. Die neue Stimme, Marta Sánchez, kam von der Gruppe Cristal Oskuro, die auch Synthiepop machte.
Ende 1985 präsentierten sie dem neuen Sänger die Veröffentlichung der Single und Maxi Lilí Marlén (Version des deutschen Liedes Lili Marleen), die auf allen Radio- und Fernsehsendern zu spielen begann, und das symbolische Relief Vicky Larraz. Mit Marta Sánchez ging die Gruppe zur TVE-Sendung Tocata, bei der Larraz damals Moderatorin war. Der Erfolg kehrte zurück, und dies führte zur Veröffentlichung ihres dritten Albums im Jahr 1986 unter dem Titel Bailando sin Salir de Casa.
Dies wurde auch die zweite Single aus dem Album genannt, ein Track, der von Marcelo Montesano, Gustavos Bruder, komponiert wurde, der den Platz von Luis Carlos Esteban als Keyboarder und Komponist der Gruppe einnehmen sollte.
Die dritte Single war eine von Gustavo Montesano komponierte Ballade, Déjame sola, einer der beliebtesten Songs des Albums. Die vierte und letzte Single war wieder ein Thema von Marcelo, Yo No me subo al coche de cualquiera.
Marta Sánchez begann, eine bekannte Sängerin zu werden, und die Gruppe hatte in ihrer neuen Formation gearbeitet.
Marta beschloss, sich über Nacht platinblond zu färben. Das machte dem Unternehmen und seinen Partnern Angst, aber es diente als neuer Ansatz für das Image und den Titel des vierten Albums der Band, Los caballeros las prefieren rubias. Dieses wurde mit einer Platin-Schallplatte für mehr als 100.000 verkaufte Exemplare ausgezeichnet. Im Frühjahr 1987 wurde Sola (con un extraño) als Single ausgekoppelt. Die zweite Single war Yo soy infiel, ein Song voller Energie, den Marta interpretierte und damit ihre künstlerischen Fähigkeiten zeigte, wobei sich ihre Stimme im Laufe der Zeit verbessert hatte.
Zu diesem Zeitpunkt hatte die Band ihren elektronischen Sound aus den Anfängen aufgegeben und sich auf einen viel einfacheren Pop zubewegt.
Anfang 1988 wurde die letzte Single des Albums ausgekoppelt, Secretos, ein Tanzthema, das sofort zu einem Radioerfolg wurde.
Aber neben den als Singles erschienenen Liedern wurden auch andere Lieder des Albums in Radio und Fernsehen gespielt, wie die italienische Version des Liedes La Bámbola, das bemerkenswerte Erfolge erzielte, Ansiedad oder Poema en el avión.
Das neue Album Cuatro hombres para Eva wurde ein weiterer Erfolg und wurde mit Gold ausgezeichnet. Die meisten Songs waren auf Martas neues sexy Image zugeschnitten. Das deutlichste Beispiel war ihre neue Single Supernatural, die im Sommer 1988 veröffentlicht wurde. In diesen Monaten war "Olé Olé" die Gruppe mit den meisten Konzerten im ganzen Land. Zu dieser Zeit begann auch die Eroberung Spanisch-Amerikas, wo die Gruppe eine bemerkenswerte Popularität erlangte.
Die anderen Singles, die dem Album Leben einhauchten, waren Vecina, Solo es un viaje und Búscala. Die bei dieser Gelegenheit entstandene Version war der Bolero Quizás, quizás, quizás. «Olé Olé» und Marta Sánchez waren in dieser Zeit zusammen mit Mecano die beliebtesten Gruppen.
Nach Beendigung der Tour für dieses Album beschloss Emilio Estecha, die Gruppe zu verlassen, um sich der Informatik zu widmen.
Das folgende, sechste Album trägt den prägnanten Titel 1990. Die Gruppe ging in die Vereinigten Staaten, um im Auftrag von Jorge Álvarez, ihrem regulären Produzenten, und Nile Rodgers, einem renommierten amerikanischen Produzenten, der Teil der Chic-Gruppe war und Sänger wie Madonna produziert hatte, aufzunehmen. Nile Rodgers komponierte und produzierte für "Olé Olé" zwei Songs, Te lo daré Todo und Soldados del Amor. Letzteres wurde die erste Single der neuen Scheibe und einer der Erfolge des Sommers 1990, wodurch das Album auch in den Top 10 der Verkaufsliste in Spanien platziert wurde. 1990 war das meistverkaufte Album von Olé Olé und erreichte mit mehr als 200.000 Exemplaren Doppelplatin.
Die Präsentation der Platte erfolgte im Fernsehen in Concha Velascos Programm Viva el espectáculo, wo Marta die ersten drei Singles des Albums Soldados del amor, Con solo una mirada und vor einer emotionalen und dankbaren Moderatorin La Chica ye-ye, ein Lied, das Concha in den 60er Jahren populär machte. Die vierte Single, bereits Anfang 1991, war Te Lo Daré Todo. In den Sommern 1990 und 1991 machten sie eine Konzerttournee, sowohl in Spanien als auch in Lateinamerika. Darüber hinaus wurde eine englische Version von 1990 mit fünf Liedern in dieser Sprache aufgenommen, obwohl sie nicht beworben wurde. Ebenfalls Ende 1990 wurde Olé Olé ausgewählt, um an den Persischen Golf zu reisen und vor den im Golfkrieg beteiligten spanischen Truppen aufzutreten. Die Gruppe spielte verschiedene Lieder und Marta ermutigte die Soldaten, wie es Marilyn Monroe 1954 im Koreakrieg oder Rosa Morena 1975 im Grünen Marsch tat. Zu Weihnachten des Jahres wurde das Konzert im TVE ausgestrahlt.
Ende 1991 beschloss Marta Sánchez, ihre Solokarriere zu beginnen; Olé Olé blieb nach sechs erfolgreichen Alben wieder ohne Sängerin zurück.

### Dritte Sängerin: Sonia Santana 1992–1993
Olé Olé war klar, dass sie eine Gruppe sind und dass sie, wenn sie die Aufgabe ihrer ersten Sängerin überlebt hätten, den Weggang von Marta Sánchez überwinden könnten. Also riefen sie in der Zeitschrift El Gran Musical einen nationalen Wettbewerb aus, um ihren dritten Sänger auszuwählen. Allerdings waren Marcelo und Gustavo nicht damit einverstanden, dass die Wahl so ablief, sie schlugen die Sängerin Esther Álvarez vor, mit der sie sogar einige Aufnahmen gemacht hatten.
Es wurde dann Sonia Santana, eine junge kanarische Sängerin. Mit ihr nahmen sie 1992 Al descubierto auf, ihr siebtes und letztes Album.
Mit der Platte Al Descubierto reifte die Gruppe, ohne die musikalische Essenz zu verlieren. Die melodiöse, süße Stimme von Sonia begleitete Songs wie No mueras posibilidad oder Volaba yo, die die ersten beiden Singles des Albums waren.
Als dritte Single beförderte Pero También Te Deseo ein elegantes Thema und den Olé-Olé-Stil. Die vierte Single Adiós wurde kaum beworben. Es war ein von Marcelo Montesano komponiertes Lied über das Phänomen der Einwanderung. Die Anhänger von Olé Olé blieben bedingungslos und akzeptierten Sonia als Zukunftswette für die Gruppe.
Die Gruppe hatte wieder relativ großen Erfolg, bekam eine goldene Schallplatte mit 50.000 verkauften Exemplaren und tourte durch Spanien und Amerika, um das Werk zu präsentieren. Nun hatte man kein Glück: Unterschiedliche Meinungen zwischen Sonia und den männlichen Mitgliedern führten zur Entlassung der Sängerin, und damit war die Gruppe wieder "stimmlos".
Diesmal gab es vorerst keine Fortsetzung, es war das Ende einer Karriere von mehr als zehn Jahren spanischen Pops. Die Gruppenmitglieder widmeten sich seither verschiedenen Soloprojekten, meist verbunden mit der Produktion und Komposition von Liedern für andere Künstler.

### Olé Olè 2007, 2016:Duetos sin controlund Tour 2017
Im Jahr 2007 entstand mit Luis Carlos Esteban das Album Grandes éxitos y otras terapias de grupo.
Im November 2016 traf sich Olé Olé wieder und veröffentlichte im Dezember Duetos sin control, eine Platte mit großen Hits, die von Vicky Larraz zusammen mit anderen Künstlern wie Paloma San Basilio, Modestia Aparte, Falete, Daniel Diges oder Rocko rezensiert und aufgeführt werden. Es wurde unter dem Label Rama Lama Music veröffentlicht und wurde von Alejandro de Pinedo produziert. Die Gruppe wird von Vicky Larraz zusammen mit Gustavo Montesano, Marcelo Montesano und Emilio Estecha geleitet. Mit dabei sind auch ihre beiden anderen Sängerinnen Marta Sánchez und Sonia Santana. Marta Sánchez singt mit Vicky Larraz das Lied Búscala und Sonia Santana singt mit Vicky Yo soy infiel. Im Februar 2017 editiert er In control, wieder seine großen Hits, diesmal jedoch nur von Vicky Larraz gespielt. Lediglich das Duett Búscala wird mit Marta Sánchez gepflegt. Diese Rückkehr bedeutet auch seine Rückkehr zu den für 2017 geplanten Bühnen. Am 16. März 2017 tritt Olé Olé in der Joy Eslava-Halle in Madrid auf. Im Juni 2017 erscheint eine EP in digitaler Form mit dem Titel Olé Olé 2.0, die zwei neue Versionen seiner größten Hits enthält, Déjame sola und Supernatural, ebenfalls produziert von Alejandro de Pinedo. Am 30. Juni 2017 trat Olé Olé in Madrid beim World Pride 2017 auf.

## Mitglieder
- Vicky Larraz (Gesang, 1983–1985,[17] 2013, seit 2016[20])
- Juan Tarodo (Schlagzeug, 1983–1993; † 2013)[5][17]
- Emilio Estecha (E-Bass,[4] 1983–1991,[17] 2013, seit 2016)
- Luis Carlos Esteban (Keyboard, 1983–1985, 2007)[17]
- Gustavo Montesano (Gitarre, 1983–1993, 2007,[17] 2013, seit 2016)
- Marta Sánchez (Gesang, 1986–1991)[17]
- Marcelo Montesano (Keyboard, 1986–1993,[17] 2013, seit 2016)
- Sonia Santana (Gesang, 1992–1993,[17] 2013)
- Marta Domínguez (Gesang, 2007)[17]

## Diskografie

### Studioalben
| Jahr | Titel                               | Höchstplatzierung, Gesamtwochen, AuszeichnungChartsChartplatzierungen (Jahr, Titel, Platzierungen, Wochen, Auszeichnungen, Anmerkungen) | Anmerkungen |
| Jahr | Titel                               | ES | Anmerkungen |
| ---- | ----------------------------------- | --- | ----------- |
| 1983 | Olé Olé                             | ES17 (12 Wo.)ES |             |
| 1986 | Bailando sin salir de casa          | ES18 (14 Wo.)ES |             |
| 1987 | Los caballeros las prefieren rubias | ES17 Platin · (35 Wo.)ES |             |
| 1988 | Cuatro hombres para Eva             | ES16 Gold · (21 Wo.)ES |             |
| 1990 | 1990                                | ES7 ×2Doppelplatin · (23 Wo.)ES |             |
| 2017 | En control                          | ES60 (2 Wo.)ES |             |

grau schraffiert: keine Chartdaten aus diesem Jahr verfügbar
Weitere Studioalben
- 1984: Voy a mil
- 1992: Al descubierto
- 2007: Grandes éxitos y otras terapias de grupo (fase 4)
- 2016: Duetos sin control
- 2017: Olé Olé 2.0 (EP, ausschließlich digital veröffentlicht)

In anderen Sprachen
- 1991: Olé Olé (1990 auf Englisch)[13]

### Kompilationen
| Jahr | Titel          | Höchstplatzierung, Gesamtwochen, AuszeichnungChartsChartplatzierungen (Jahr, Titel, Platzierungen, Wochen, Auszeichnungen, Anmerkungen) | Anmerkungen |
| Jahr | Titel          | ES | Anmerkungen |
| ---- | -------------- | --- | ----------- |
| 2010 | Grandes éxitos | ES37 (3 Wo.)ES | CD + DVD    |

Weitere Kompilationen
- 1991: Un golpe de suerte y otros grandes éxitos
- 1995: Lo mejor de los mejores: Olé Olé
- 2000: No controles
- 2001: Todas sus grabaciones en CBS (1983–1984)
- 2001: Lilí Marlén: Grandes éxitos
- 2014: Olé Olé Vol. 1. Todas sus grabaciones en discos CBS e Hispavox. (1983–1984 y 1992) (enthält alle Aufnahmen mit Vicky Larraz und Sonia Santana)
- 2014: Olé Olé Vol. 2. Canciones y glamour. Todas sus grabaciones con Marta Sánchez. (1986–1990)
- 2014: Olé Olé: La colección definitiva

### Singles
| Jahr | Titel Album                            | Höchstplatzierung, Gesamtwochen, AuszeichnungChartsChartplatzierungen (Jahr, Titel, Album, Platzierungen, Wochen, Auszeichnungen, Anmerkungen) | Anmerkungen |
| Jahr | Titel Album                            | ES | Anmerkungen |
| ---- | -------------------------------------- | --- | ----------- |
| 1983 | No controles Olé Olé                   | ES4 (17 Wo.)ES |             |
| 1983 | Conspiración Olé Olé                   | ES2 (16 Wo.)ES |             |
| 1984 | Voy a mil                              | ES21 (7 Wo.)ES |             |
| 1986 | Lilí Marlén Bailando sin salir de casa | ES3 (19 Wo.)ES |             |
| 1986 | Bailando sin salir de casa             | ES17 (10 Wo.)ES |             |
| 1990 | Soldados del amor 1990                 | ES14 (9 Wo.)ES |             |
| 2013 | Por ser tú –                           | ES34 (1 Wo.)ES |             |

grau schraffiert: keine Chartdaten aus diesem Jahr verfügbar
Weitere Singles
- 1983: Dame
- 1983: Conspiracy
- 1983: Carmen (Conspiracy)
- 1984: Adrenalina
- 1985: Caminemos
- 1986: Déjame sola
- 1986: Yo no me subo al coche de cualquiera
- 1987: Sola (con un desconocido)
- 1987: Yo soy infiel
- 1988: Secretos
- 1988: La Bámbola
- 1988: Supernatural
- 1988: Vecina
- 1988: Sólo es un viaje
- 1989: Búscala
- 1990: Con sólo una mirada
- 1990: La chica ye-ye
- 1991: Te daré todo
- 1991: Love crusaders
- 1992: No mueras posibilidad
- 1992: Volaba yo
- 1992: Pero también te deseo
- 1992: Adiós
- 2007: Amor de aire
- 2016: Voy a mil (mit Munik)
- 2017: Supernatural / Déjame sola
- 2017: Bravo Samurai

### Videografie
- 1983: No controles
- 1983: Conspiración
- 1986: Lilí Marlén
- 1986: Bailando sin salir de casa
- 1987: Yo soy infiel
- 1990: Soldados del amor
- 1990: Con solo una mirada
- 1992: No mueras posibilidad
- 1993: Adiós
- 2007: Amor de aire
- 2013: Por ser tú

## Weblink
- Olé Olé bei discogs